# Grand Prix Formule 1 van Italië 2009
De Grand Prix Formule 1 van Italië 2009 werd gehouden op 13 september 2009 op het Autodromo Nazionale di Monza. Lewis Hamilton vertrok vanaf poleposition. De race werd gewonnen door Brawn-rijder Rubens Barrichello. Zijn teamgenoot en WK-leider Jenson Button werd tweede. Kimi Räikkönen eindigde op de derde plaats nadat Lewis Hamilton, die in de laatste ronde op de derde plaats reed, hevig crashte. Het was de eerste race van Giancarlo Fisichella in een Ferrari. Hij eindigde op de negende plaats. Force India-rijder Adrian Sutil eindigde op de vierde plaats. Het was de tweede race op rij dat het team punten behaalde.

## Kwalificatie
| Positie | Nummer | Naam                 | Team                 | Q1       | Q2       | Q3       | Grid |
| ------- | ------ | -------------------- | -------------------- | -------- | -------- | -------- | ---- |
| 1       | 1      | Lewis Hamilton       | McLaren-Mercedes     | 1:23.375 | 1:22.973 | 1:24.066 | 1    |
| 2       | 20     | Adrian Sutil         | Force India-Mercedes | 1:23.576 | 1:23.070 | 1:24.261 | 2    |
| 3       | 4      | Kimi Räikkönen       | Ferrari              | 1:23.349 | 1:23.426 | 1:24.523 | 3    |
| 4       | 2      | Heikki Kovalainen    | McLaren-Mercedes     | 1:23.515 | 1:23.528 | 1:24.845 | 4    |
| 5       | 23     | Rubens Barrichello   | Brawn-Mercedes       | 1:23.483 | 1:22.976 | 1:25.015 | 5    |
| 6       | 22     | Jenson Button        | Brawn-Mercedes       | 1:23.403 | 1:22.955 | 1:25.030 | 6    |
| 7       | 21     | Vitantonio Liuzzi    | Force India-Mercedes | 1:23.578 | 1:23.207 | 1:25.043 | 7    |
| 8       | 7      | Fernando Alonso      | Renault              | 1:23.708 | 1:23.497 | 1:25.072 | 8    |
| 9       | 15     | Sebastian Vettel     | Red Bull-Renault     | 1:23.558 | 1:23.545 | 1:25.180 | 9    |
| 10      | 14     | Mark Webber          | Red Bull-Renault     | 1:23.755 | 1:23.273 | 1:25.314 | 10   |
| 11      | 9      | Jarno Trulli         | Toyota               | 1:24.014 | 1:23.611 |          | 11   |
| 12      | 8      | Romain Grosjean      | Renault              | 1:23.975 | 1:23.728 |          | 12   |
| 13      | 5      | Robert Kubica        | BMW Sauber           | 1:24.001 | 1:23.866 |          | 13   |
| 14      | 3      | Giancarlo Fisichella | Ferrari              | 1:23.828 | 1:23.901 |          | 14   |
| 15      | 6      | Nick Heidfeld        | BMW Sauber           | 1:23.584 | 1:24.275 |          | 15   |
| 16      | 10     | Timo Glock           | Toyota               | 1:24.036 |          |          | 16   |
| 17      | 17     | Kazuki Nakajima      | Williams-Toyota      | 1:24.074 |          |          | 17   |
| 18      | 16     | Nico Rosberg         | Williams-Toyota      | 1:24.121 |          |          | 18   |
| 19      | 12     | Sébastien Buemi      | Toro Rosso-Ferrari   | 1:24.220 |          |          | 19   |
| 20      | 11     | Jaime Alguersuari    | Toro Rosso-Ferrari   | 1:24.951 |          |          | 20   |

## Race
| Positie | Nummer | Coureur              | Team                 | Rondes | Tijd/Oorzaak uitval | Startplaats | Punten |
| ------- | ------ | -------------------- | -------------------- | ------ | ------------------- | ----------- | ------ |
| 1       | 23     | Rubens Barrichello   | Brawn-Mercedes       | 53     | 1:16:21.706         | 5           | 10     |
| 2       | 22     | Jenson Button        | Brawn-Mercedes       | 53     | +2.866              | 6           | 8      |
| 3       | 4      | Kimi Räikkönen       | Ferrari              | 53     | +30.664             | 3           | 6      |
| 4       | 20     | Adrian Sutil         | Force India-Mercedes | 53     | +31.131             | 2           | 5      |
| 5       | 7      | Fernando Alonso      | Renault              | 53     | +59.182             | 8           | 4      |
| 6       | 2      | Heikki Kovalainen    | McLaren-Mercedes     | 53     | +1:00.693           | 4           | 3      |
| 7       | 6      | Nick Heidfeld        | BMW Sauber           | 53     | +1:02.412           | 15          | 2      |
| 8       | 15     | Sebastian Vettel     | Red Bull-Renault     | 53     | +1:05.407           | 9           | 1      |
| 9       | 3      | Giancarlo Fisichella | Ferrari              | 53     | +1:06.856           | 14          |        |
| 10      | 17     | Kazuki Nakajima      | Williams-Toyota      | 53     | +2:42.163           | 17          |        |
| 11      | 10     | Timo Glock           | Toyota               | 53     | +2:43.925           | 16          |        |
| 12      | 1      | Lewis Hamilton       | McLaren-Mercedes     | 52     | +1 ronde/ongeluk    | 1           |        |
| 13      | 12     | Sébastien Buemi      | Toro Rosso-Ferrari   | 52     | +1 ronde            | 19          |        |
| 14      | 9      | Jarno Trulli         | Toyota               | 52     | +1 ronde            | 11          |        |
| 15      | 8      | Romain Grosjean      | Renault              | 52     | +1 ronde            | 12          |        |
| 16      | 16     | Nico Rosberg         | Williams-Toyota      | 51     | +2 rondes           | 18          |        |
| DNF     | 21     | Vitantonio Liuzzi    | Force India-Mercedes | 22     | Transmissie         | 7           |        |
| DNF     | 11     | Jaime Alguersuari    | Toro Rosso-Ferrari   | 19     | Transmissie         | 20          |        |
| DNF     | 5      | Robert Kubica        | BMW Sauber           | 15     | Olielek             | 13          |        |
| DNF     | 14     | Mark Webber          | Red Bull-Renault     | 0      | Aanrijding          | 10          |        |

## Noot
- Dit was de achthonderdste Grand Prix-start voor een Britse coureur.
- Tweehonderdste pole position voor een Britse coureur.
- Eerste snelste ronde voor Adrian Sutil.

1921 · 1922 · 1923 · 1924 · 1925 · 1926 · 1927 · 1928 · 1931 · 1932 · 1933 · 1934 · 1935 · 1936 · 1937 · 1938 · 1947 · 1948 · 1949 · 1950 · 1951 · 1952 · 1953 · 1954 · 1955 · 1956 · 1957 · 1958 · 1959 · 1960 · 1961 · 1962 · 1963 · 1964 · 1965 · 1966 · 1967 · 1968 · 1969 · 1970 · 1971 · 1972 · 1973 · 1974 · 1975 · 1976 · 1977 · 1978 · 1979 · 1980 · 1981 · 1982 · 1983 · 1984 · 1985 · 1986 · 1987 · 1988 · 1989 · 1990 · 1991 · 1992 · 1993 · 1994 · 1995 · 1996 · 1997 · 1998 · 1999 · 2000 · 2001 · 2002 · 2003 · 2004 · 2005 · 2006 · 2007 · 2008 · 2009 · 2010 · 2011 · 2012 · 2013 · 2014 · 2015 · 2016 · 2017 · 2018 · 2019 · 2020 · 2021 · 2022 · 2023 · 2024 · 2025